# Жужелицы-небрии
Небрии, или плотинники (лат. Nebria) — род жуков из семейства жужелиц.

## Описание
Мандибулы в щетинках на боковом желобке. Переднеспинка обычно сердцевидная, с поперечным вдавлением на основании между базальными ямками, часто с выступающей вперёд серединой переднего края. Надкрылья с укороченной прищитковой бороздкой.

## Экология
Гигрофильный род. Живут по берегам горных ручьев и рек, реже на песчаных обрывах, в болотах или на мхах в горах.

## Классификация
Около 200 видов в Голарктике. Для фауны СССР Крыжановский (1983) приводил 50 видов. Относятся к трибе Nebriini (иногда в ранге Nebriinae или в составе подсемейства Carabinae).